# Essen (Gelderland)
Essen is een buurtschap die deel uitmaakt van de gemeente Barneveld. De belangrijkste straat van deze buurtschap is de Essenerweg. Niet geheel toevallig is een veel voorkomende familienaam in de buurtschap 'Van Essen'.
Dorpen: Achterveld · Barneveld · De Glind · Garderen · Harselaar · Kootwijk · Kootwijkerbroek · Stroe · Terschuur · Voorthuizen · Zwartebroek

Buurtschappen: Boveneinde · Drieënhuizen · Essen · Esveld · Garderbroek · Kallenbroek · Moorst (deels) · Ouwendorp · Wessel

Gelderland: Steden en dorpen in Gelderland      Nederland: Provincies · Gemeenten